# Stereophyllum andungense
Stereophyllum andungense là một loài Rêu trong họ Stereophyllaceae. Loài này được (Welw. & Duby) A. Gepp miêu tả khoa học đầu tiên năm 1901.